# A győztes gól
A győztes gól (eredeti cím: Next Goal Wins) 2023-ban bemutatott amerikai dráma filmvígjáték, amelyet Taika Waititi rendezett, Waititi és Iain Morris forgatókönyve alapján. A főbb szerepekben Michael Fassbender, Oscar Kightley, Kaimana, David Fane és Rachel House látható.
Amerikában 2023. november 17-én, míg Magyarországon 2023. december 21-én mutatták be a mozikban.

## Cselekmény
Thomas Rongen holland–amerikai foci-edző előtt az a lehetőség áll, hogy vagy kirúgják, vagy vállalja a szinte lehetetlen feladatot: a világ egyik leggyengébb labdarúgócsapatának tartott Amerikai Szamoa válogatottját elitcsapattá kell alakítania. A történetben szerepel a fa'afafine játékos, Jaiyah Saelua is, aki az első transznemű játékos, aki valaha is részt vett egy világbajnoki selejtező mérkőzésen.

## Szereplők
| Szerep                | Színész                   | Magyar hang         |
| --------------------- | ------------------------- | ------------------- |
| Thomas Rongen         | Michael Fassbender        | Fekete Ernő         |
| Tavita                | Oscar Kightley            | Schnell Ádám        |
| Jaiyah Saelua         | Kaimana                   | Lestyán Attila      |
| Ász                   | David Fane                | Törköly Levente     |
| Ruth                  | Rachel House              | Murányi Tünde       |
| Daru Taumua           | Beulah Koale              | Rohonyi Barnabás    |
| Alex Magnussen        | Will Arnett               | Debreczeny Csaba    |
| Gail                  | Elisabeth Moss            | Ligeti Kovács Judit |
| Nicky Salapu          | Uli Latukefu              | Lukács Dániel       |
| Jonah                 | Chris Alosio              | Lengyel Benjámin    |
| Pisa                  | Lehi Makisi Falepapalangi | Konfár Erik         |
| Rambo                 | Semu Filipo               | Gémes Antos         |
| Vigyor                | Ioane Goodhue             | Kádár-Szabó Bence   |
| Rhys Marlin           | Rhys Darby                | Viczián Ottó        |
| Angus Bendleton       | Angus Sampson             | Friedenthál Zoltán  |
| Keith                 | Luke Hemsworth            | Csőre Gábor         |
| Nicole                | Kaitlyn Dever             | Kádár Kinga         |
| Samson                | Hio Pelesasa              | Orosz Gergely       |
| Tall David            | David Tu'itupou           | Friedenthál Zoltán  |
| Amerikai Szamoa-i pap | Taika Waititi             | Karácsonyi Zoltán   |

### Magyar változat
- Főcím: Welker Gábor
- Magyar szöveg: Gáspár Bence
- Hangmérnök: Tóth Péter Ákos
- Vágó: Sári-Szemerédi Gabriella
- Gyártásvezető: Kincses Tamás
- Szinkronrendező: Tabák Kata
- Produkciós vezető: Hagen Péter

A szinkront a Disney Character Voices International megbízásából a Mafilm Audio Kft. készítette el

## A film készítése
2019 augusztusában jelentették be, hogy a  Searchlight Pictures egy kezdetben nem részletezett projektet hozott létre, amelynek Taika Waititi lesz a rendezője. Később kiderült, hogy a 2014-es Next Goal Wins című dokumentumfilm adaptációjáról van szó.
A forgatás 2019 novemberében kezdődött Honoluluban és 2020 januárjában fejeződött be.